# Zengen, Ereğli
Zengen là một thị trấn thuộc huyện Ereğli, tỉnh Konya, Thổ Nhĩ Kỳ. Dân số thời điểm năm 2011 là 2.008 người.